# La Pera
Pour les articles homonymes, voir Pera.
La Pera est une commune de la province de Gérone, en Catalogne, en Espagne, de la comarque de Baix Empordà